# ダイアン・シェルドン
ダイアン・シェルドン（Dyan Sheldon）はアメリカ合衆国の小説家。映画『彼女は夢見るドラマクイーン』の原作者。